# Contea di Benton (Washington)
La contea di Benton (in inglese Benton County) è una contea dello Stato di Washington, negli Stati Uniti. La popolazione al censimento del 2000 era di 142 475 abitanti. Il capoluogo di contea è Prosser.

## Geografia
La contea si trova nel centro-sud dello Stato, al confine con l'Oregon. Il fiume Columbia costituisce il confine nord, sud ed est. Il fiume Yakima attraversa la contea da ovest a est.

### Contee confinanti
- Contea di Grant - nord
- Contea di Franklin - nord-est
- Contea di Walla Walla - est
- Contea di Umatilla (Oregon) - sud-est
- Contea di Morrow (Oregon) - sud-ovest
- Contea di Klickitat - sud-ovest
- Contea di Yakima - ovest

## Storia
La contea fu creata nel 1905 da parti delle contee di Yakima e Klickitat e fu chiamata così in onore del senatore del Missouri Thomas Hart Benton.

## Comuni

### Cities
- Benton City
- Kennewick
- Prosser (capoluogo)
- Richland
- West Richland

### Census-designated place
- Finley